# Silicio su isolante
La tecnologia silicio su isolante (SOI, "Silicon On Insulator", in inglese), si caratterizza per l'uso di un substrato di silicio-isolante-silicio, al posto del convenzionale substrato di silicio, nella produzione di semiconduttori. L'isolante utilizzato è, in genere, diossido di silicio o, in applicazioni nelle quali serva resistenza alle radiazioni, lo zaffiro.
Questa tecnica riduce le capacità parassite dei circuiti, riduce il rischio di latch-up nei circuiti CMOS e migliora la scalabilità dei circuiti integrati.